# Il flauto dei venti
Il flauto dei venti (Piemme Edizioni, 4 novembre 2014) è il quarto romanzo per ragazzi della serie fantasy Nelle terre di Aurion, scritta da Luca Azzolini.

## Trama
Nel prologo Ravi, insieme al drago bianco Alimantes, sorvolano Nubia, la capitale delle Isole Volanti. Una volta atterrati Ravi incontra Mirage, la fata che deve scortare alla Torre delle Cento Conchiglie, della quale se ne innamora perdutamente.
Dorian, Mayra, Ravi, Honor e Kiki, insieme al Cavaliere d'Oro del Drago Atlas raggiungono la Foresta di Cristallo dove è custodito il Flauto dei Venti. La presenza di Atlas non giova molto a Dorian, anche se i talismani gli avevano fatto vedere la verità sul suo passato, anche quando salva con modi quasi bruschi Mayra da un fiordifuoco, belli ma letali fiori che sciolgono le loro prede. Quella notte, il gruppo viene attaccato da uno scorpione gigante che riesce ad iniettare il suo veleno a Ravi. Mentre il Guerriero del Cielo, insieme a Dorian e ad Atlas lo impegnano in un combattimento, Mayra riesce a creare un'enorme mano di fuoco che scaglia lo scorpione sui fiordifuoco. Purtroppo, il veleno comincia a fare effetto, ma fortunatamente Mayra si ricorda che nella Foresta di Cristallo esiste il biancocuore, una pianta dai fiori piccoli e gialli, in grado di neutralizzare il veleno. Mentre caricano Ravi su Honor e si dirigono verso una zona sicura, un arboricolo, esseri simili a folletti, torna alla città di Arborea per riferire quanto è accaduto alla strega Ombria, colei che ha manipolato Atlas e l'ultima delle streghe sorelle.
Intanto, Baba ha creato una serie di specchi delle veggenze in modo da poter contattare coloro che si sarebbero uniti all'Alleanza di Aurion, la resistenza contro il Principe della Notte. Tra di loro ci sono già - oltre a lei e a Lerion, Aura e Korrina - Ilian, Naimar e Saraian e Haires.
Ombria, nel frattempo, riesce a capire chi sono gli intrusi nella foresta, e con sorpresa e rabbia rivede Atlas. Inoltre, nota in Dorian una luce molto potente: ciò le sarà utile per distruggere l'ultimo albero di cristallo di Arborea, perché solo uccidendo una creatura pacifica sotto di esso, l'albero poteva morire, ma l'ultimo poteva farlo solo con qualcuno con luce pura. Prima di avvertire il suo signore, Ombria avvelena l'acqua della foresta con il suo veleno. Intanto, Dorian, Mayra e Atlas riescono a trovare il biancocuore e a somministrarlo a Ravi, aspettando che si riprenda prima di rimettersi in marcia.
Al Palazzo delle Tenebre, il Principe della Notte assiste alla resurrezione dei Cavalieri Senzavita nelle loro tombe ma li ammonisce riguardo ad un nuovo fallimento. Poi si inoltra nelle profondità più oscure della Tomba del Buio, dove fa risorgere il ciclope Bromonte come Generale delle Ossa (Bromonte, al posto della sua armatura di pietrastella, ha ora come corazza una cassa toracica di unicorno) e gli dona Diabolica, la Fiamma delle Tenebre, una spada oscura forgiata da una tibia di drago con il suo oscuro potere; inoltre gli dona come cavalcatura Alimantes, il drago bianco che fu di Ravi, ormai corrotto dal potere del Principe della Notte.
La mattina dopo, nella Foresta di Cristallo, la compagnia è attaccata dalle scimmie, seguaci di Ombria, ma se ne liberano subito grazie a Mayra, che però diventa ancora più spaventata di prima per i suoi poteri, ma Dorian la rincuora, donandogli anche il Medaglione del Tempo. grazie ad Atlas, finalmente, arrivano alle rovine di Arborea, una città formata da tre cinte di mura, e dove è custodito il Flauto dei Venti. Arrivati in una piazzetta, all'improvviso, Dorian, Mayra e Honor vengono immobilizzati dai viticci di un grosso fiore su una fontana, mentre Ravi da un mannaro. Scoprono così che Atlas li ha traditi di nuovo, e dopo aver preso i talismani recuperati nel loro viaggio si appresta ad uccidere Honor, ma Ravi glielo impedisce con un pugnale lanciato verso la mano, facendolo ritirare nelle rovine. Il mannaro scaraventa Ravi contro la fontana ma ora, finalmente libero, il Guerriero del Cielo libera con una pietra appuntita Dorian, Mayra e Honor, dando tempo alla ragazza di ghiacciare con un incantesimo il fiore. Intanto, Ravi, per avere la meglio sul mannaro, si spinge verso le labirintiche rovine di Arborea, mentre Dorian, Mayra, Honor e Kiki, dopo aver lottato contro un mostro di fango, seguono Atlas. Nel seguire il Cavaliere d'Oro del Drago, incrociano Ravi e il mannaro in un tremendo combattimento nel quale Dorian riesce ad avere l'attenzione della bestia umanoide e ad attirarla nelle sabbie mobili. Arrivati tutti insieme al Santuario degli Alberi, Ravi, insieme a Honor, funge da esca contro gli arboricoli per far avanzare Dorian e Mayra. Nella fuga, Ravi intravede Alimantes con in groppa Bromonte, ma quella distrazione è più che sufficiente per permettere a Ombria di iniettargli il suo veleno che comincia a trasformarlo in pietra. Sentendo le urla di suo padre, Mayra decide di andarlo ad aiutare, incaricando solo Dorian di recuperare il Flauto dei Venti. Arrivato sulla cima del Santuario degli Alberi, Dorian scopre che l'entrata è un portale simile ad una bocca, e sull'unico battente d'ambra un nuovo enigma. Proprio in quel momento Atlas lo raggiunge e i due ingaggiano un combattimento, durante il quale Dorian riesce a capire l'enigma vedendolo riflesso nella spada. Nello stesso istante, Mayra affronta Ombria e i suoi arboricoli bruciandoli in fiamme nere, poi distrugge la strega facendole riprendere la sua forma umana e consumandola nel suo grande potere. Ripresasi dal senso di onnipotenza, Mayra diventa ancora più sconvolta per ciò che ha fatto davanti a suo padre, ancor di più se lo avrebbe saputo Dorian, così decide di andarsene. La morte di Ombria, oltre ad annullare il veleno dentro Ravi, riporta alla ragione Atlas che ancora più scosso per aver tradito i suoi amici decide di sacrificarsi per aprire il portale del Santuario degli Alberi: infatti, la soluzione dell'indovinello è il sangue, ed il portale è un Portale del Sacrificio, e tra l'incredulità di Dorian Atlas viene sacrificato per poter aprire il portale. Scosso per quanto è accaduto, Dorian entra nel santuario per prendere il Flauto dei Venti, ma in quel momento gli saltò addosso la Tigre della Foresta di Cristallo, un'enorme tigre con un manto viola con quattro occhi bianchi, una criniera ossea e una coda simile a quella di uno scorpione. Ad aiutarlo contro il guardiano arriva anche Ravi con Honor e Kiki con alle calcagna gli arboricoli. Dopo un duro combattimento in cui Dorian e Ravi vengono feriti dagli attacchi del guardiano, il ragazzo riesce a prendere il Flauto dei Venti e a usarlo per dissolvere la Tigre della Foresta di Cristallo, svenendo subito dopo. Fortunatamente Cleon, il Cavaliere d'Oro della Tigre, e gli arboricoli, riprese le loro vere sembianze, riescono a curarli. In quel momento ritornano Kiki e Honor dopo aver cercato Mayra, e solo ora Ravi rivela a Dorian di non essere il suo padre naturale, e che Mayra è anche la figlia della fata Mirage. Nel frattempo, Mayra si incammina fuori dalla Foresta di Cristallo e decide di tornare da Baba per capire chi era lei veramente.